# Rádio FM
Rádio_FM oder Slovenský rozhlas 4 (Abk. SRo 4; bis zum 2. November 2004 Rock FM Rádio) ist ein öffentlich-rechtlicher Hörfunksender in der Slowakei und als solcher das vierte Programm des slowakischen Rundfunks Slovenský rozhlas (SRo).
Der im Jahre 1991 gegründete Hörfunksender sendet ein Programm mit vorwiegend alternativer Musik, es werden aber auch Informationen zu Sport, Kultur, Kino- und Filmszene, Wissenschaft sowie zum Internet ausgestrahlt. Derzeitiger Direktor ist Dušan Vančo.
Rádio FM ist auf UKW in Bratislava und auch überregional zu empfangen. Es ist der erste Hörfunksender in der Slowakei, der einen Podcasting-Dienst im Internet anbietet.